# فرمان فتحعلیان
فرمان فتحعلیان(زاده ۲۹ آذر ۱۳۴۹ در تهران) از موسیقی‌دانان و خوانندگان ایرانی است.

## زندگی‌نامه
او در تاریخ ۲۹ آذر ۱۳۴۹ در تهران به دنیا آمد، در سن ۵ سالگی ساز (ویلن) را نزد استادی که در کانون موسیقی وابسته به صدا و سیمای قبل از انقلاب بود، آموخت و پیشرفت چشمگیری نسبت به هنرجو یان هم سن خود داشت.
بعد از انقلاب و به دلیل بسته شدن کلاس‌های موسیقی، او به‌طور خودآموز و بدون استاد ساز گیتار را به عنوان ساز تخصصی خود در رشتهٔ (فلامنکو) انتخاب و تا جایی که از سال ۱۳۶۸ شروع به تربیت شاگردانی در این رشته کرد.
علاقهٔ وی به موسیقی کلاسیک هندوستان او را از سال ۱۳۷۱ به این کشور کشاند. تحقیقات وی در موسیقی قوالی و تحصیل ساز (تبلا) نزد استادان هند، اولین ثمرهٔ این سفر بود که در برگشت از این سفر گروه موسیقی را به نام (گروه ایلیا) تشکیل داد.
اولین مجوز  کنسرت گیتار فلامنکو بعد از انقلاب از سوی وزارت فرهنگ و ارشاد اسلامی به نام این او صادر و در مهر ماه ۱۳۷۱ در کانون فرهنگی کودکان و نوجوانان (ایران-آمریکا سابق) در ۳ شب برگزار و با استقبال خوبی روبه رو شد.ولی متاسفانه بعد این اجرا او را خانه نشین کرده و تا ۶ سال اجازه برگزاری هیچ رسیتال گیتاری را به وی ندادند. برگزاری این کنسرت‌ها تا سال ۱۳۷۷ به صورت کنسرتهای خانگی و چند نفره ادامه داشت تا اینکه در همان سال با شرکت در اولین جشنوارهٔ موسیقی مردمی از سوی هیئت داوران، برندهٔ لوح درخشش ویژهٔ جشنواره شد سبک جدید و تلفیقی او که متشکل از سه سبک: موسیقی هند، عرفانی و مردمی بود مشتاقان و مخاطبان فراوانی را تا به امروز به خود جذب کرده‌است.
بخشی از اشعار انتخابی او از بُعد عرفان ایرانی در وصف حضرت علی (امام اول شیعیان) و بخش دیگر به اشعار مولانا و ترانه‌های مردمی می‌پردازد. گروه موسیقی ایلیا از سال ۱۳۷۷ تا به امروز کنسرت‌های فراوانی را در تهران برگزار کرده‌ است و همچنان به کار فرهنگی خود برای مخاطبان خوب این گروه ادامه می دهد.
او در دوره احمدی نژاد و از طرف وزارت ارشاد اسلامی بی هیچ دلیلی به مدت ۱۳ ماه ممنوع الکار شد و پس از این مدت با عذرخواهی از طرف مدیرکل دفتر شعر و موسیقی وزارت ارشاد به کار خود ادامه داد.  

## ممنوعیت فعالیت
در اواخر تابستان ۱۳۹۰ به او اعلام شد که نمی‌تواند فعالیت صحنه‌ای داشته باشد و صدایش از هیج رسانه‌ای پخش نمی‌شود.
فتحعلیان در گفتگو با خبرگزاری ایلنا گفت: «اگر حکم ممنوع‌الکار بودن من لغو نشود، مجبور هستم بروم و در آژانس مسافرتی کار کنم چرا که کار دیگری بلد نیستم.» این خواننده موسیقی تلفیقی، در پاسخ به این پرسش که آیا محدودیت‌ها علیه او به دلیل ظاهرش که شبیه دراویش است اعمال می‌شود یا خیر؟ گفت: «معلوم نیست. شاید هم اینگونه باشد.»
وی مجدداً در پاییز ۹۱(چهاردهم مهرماه) با کنسرت خود در برج میلاد به صحنهٔ موسیقی بازگشت و قطعاتی از ترانه‌های پیشین خود را اجرا نمود.

## آلبوم‌ها
- مقیم- ۱۳۷۸
- راه عشق- ۱۳۸۰
- مست وخراب- ۱۳۸۳
- مردم بیگانه- ۱۳۸۸
- دیدهٔ بیدار -شهریور ۱۳۹۵